# Alloxysta halterata
Alloxysta halterata (лат.) — вид мелких перепончатокрылых наездников рода Alloxysta подсемейства Charipinae из семейства Figitidae. Эндопаразитоиды. Европа.

## Описание
От близких видов отличаются следующими признаками: пронотальные кили присутствуют; проподеальные кили отсутствуют; брахиптерные формы, переднее крыло достигает лишь начала метасомы или короче; без видимой радиальной ячейки. Полностью крылатая самка имеет закрытую радиальную ячейку, длина которой в 2,4 раза больше ширины. Alloxysta halterata легко отличить от других брахиптерных видов Alloxysta (A. brachyptera, A. pedestris, A. apteroidea), так как у него есть пронотальные кили, а у других нет. Мелкие перепончатокрылые, длиной несколько миллиметров (обычно 1—2 мм). Усики нитевидные, у самок 13-члениковые, а у самцов состоят из 14 сегментов. Голова поперечно овальная, гладкая и блестящая. У представителей рода Alloxysta их личинки являются гиперэндопаразитоидами личинок некоторых видов перепончатокрылых (Hymenoptera), таких как бракониды (Aphidiinae, Braconidae) и афелиниды (Aphelinidae, Chalcidoidea), в свою очередь паразитирующих в тлях (Aphididae, Hemiptera).